# Sở Giản vương
Sở Giản vương (chữ Hán: 楚简王, trị vì 432 TCN-408 TCN), tên thật là Hùng Trung (熊中) hay Mi Trung (芈中), là vị vua thứ 34 của nước Sở - chư hầu nhà Chu trong lịch sử Trung Quốc.
Hùng Trung là con của Sở Huệ vương, vua thứ 33 của nước Sở. Năm 432 TCN, Sở Huệ vương mất, Hùng Trung lên nối ngôi, tức là Sở Giản vương.
Năm 431 TCN, ngay sau khi lên ngôi, Sở Giản vương đã đem quân bắc phạt, diệt nước Cử, đổi là Cử ấp và nhập vào làm một huyện của nước Sở.
Năm 413 TCN, Sở Giản vương đánh nước Ngụy, chiếm đất Thương Lạc (nay thuộc Thiểm Tây), sau đó đánh nước Tống, tiến đến Thương Khâu, buộc nước Tống phải giảng hòa.
Năm 408 TCN, Sở Giản vương qua đời. Ông ở ngôi tất cả 24 năm. con ông là Hùng Đương lên ngôi, tức Sở Thanh vương.